# 梅尔耶姆·博兹
梅尔耶姆·博兹（土耳其語：Meryem Boz Çalık，1988年2月3日—），土耳其女子排球運動員，司職接應二傳。現時效力於土超豪門瓦基弗銀行女排俱樂部。
在2008年開始成為土耳其國家女子排球隊一員。她代表土耳其在出戰2018年世界女排聯賽及2019年歐洲女子排球錦標賽奪得銀牌。

## 獎項

### 國家隊
- 2017年歐洲女子排球錦標賽： - 銅牌
- 2018年世界女排聯賽： - 銀牌
- 2019年歐洲女子排球錦標賽： - 銀牌